# Lacets de Mélaire

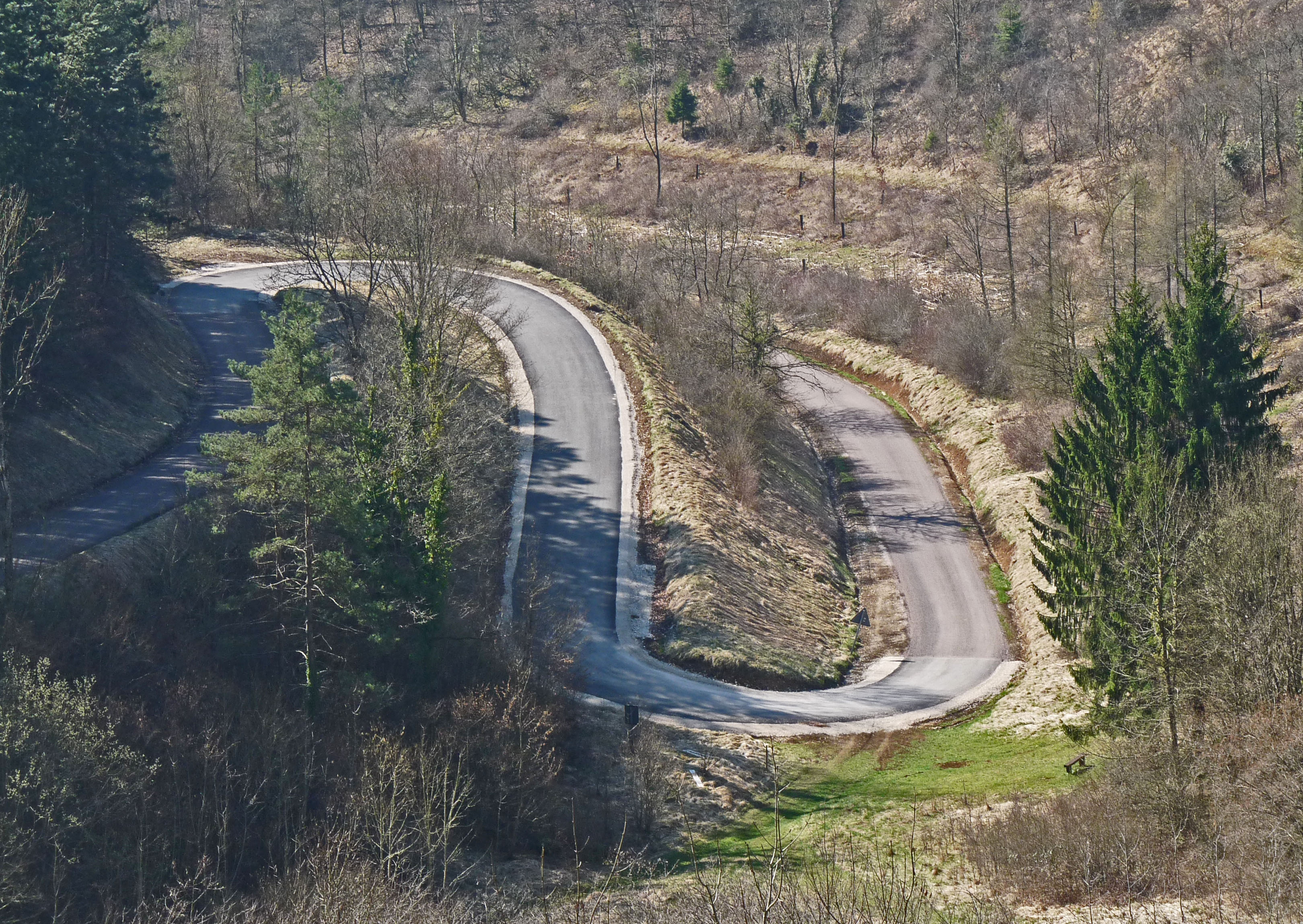
Virages en épingle à cheveu

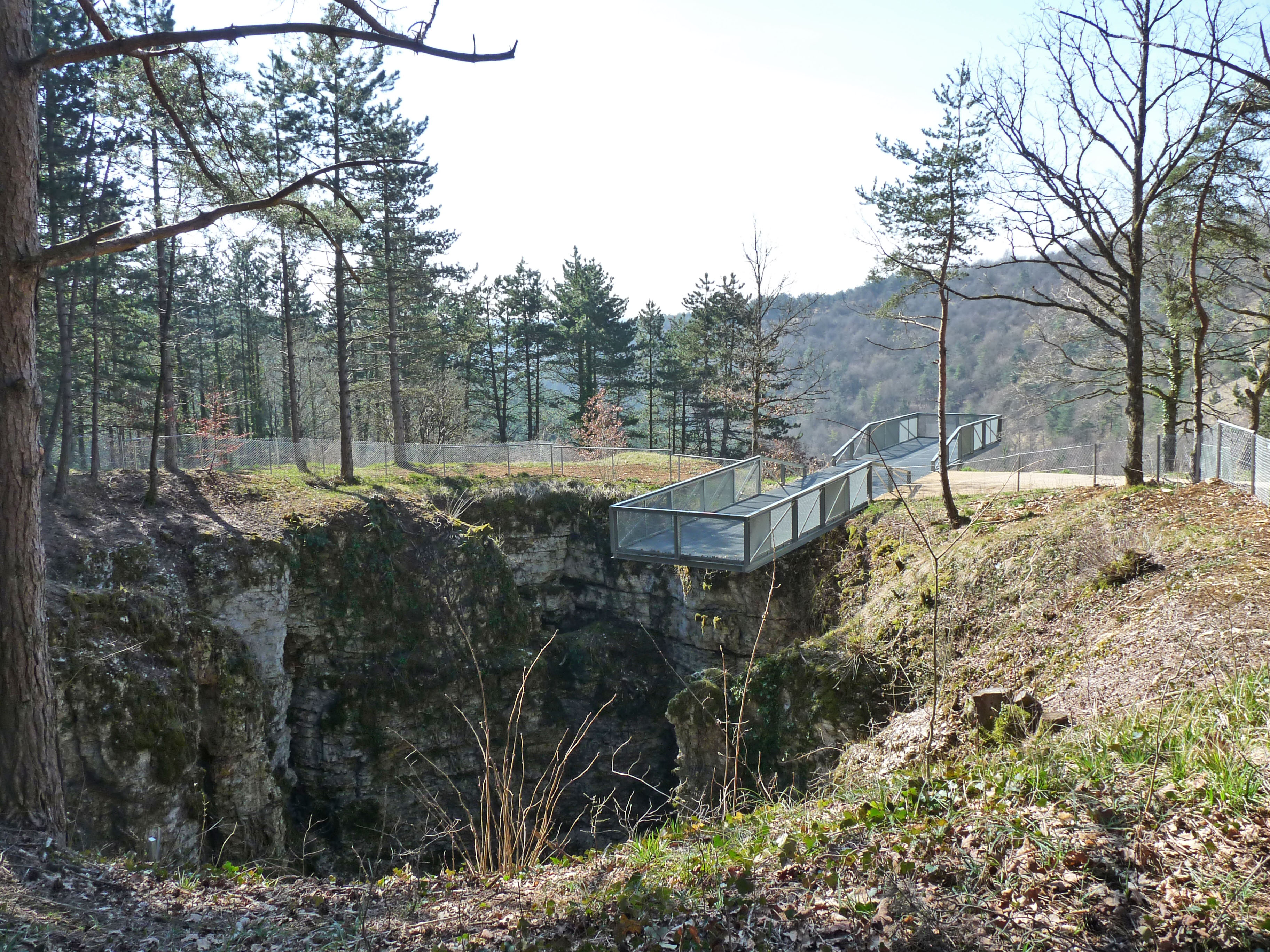
Belvédère pour l'observation d'une ancienne mine de fer

Les lacets de Mélaire sont une section de route aux pentes abruptes située dans le Vallage, entre Poissons et Montreuil-sur-Thonnance au nord-est de la Haute-Marne.

## Géographie
Le caractère accidenté de ce site vallonné et boisé lui a valu le nom de « Petite Suisse ». Les lacets de Mélaire présentent un intérêt paysager et touristique important pour cette région.

## Flore
Dans un écosystème de pelouses sèches, les espèces végétales d'origine méridionale sont bien représentées, notamment deux orchidées, le limodore à feuilles avortées (Limodorum abortivum), une espèce rare dans toute la France, ainsi que le céphalanthère rouge (Cephalanthera rubra), légalement protégé en Champagne-Ardenne.

## Faune
Parmi les espèces animales observées figurent plusieurs espèces protégées telles que le damier de la succise (Euphydryas aurinia), un papillon diurne ainsi nommé parce qu'il pond ses œufs sur la succise des prés (Succisa pratensis) qui se développe sur les pelouses sèches, ou le pic noir (Dryocopus martius), le plus grand des pics européens. Quant à l'alouette lulu (Lullula arborea), elle est menacée de disparition en Champagne-Ardenne. 

## Tourisme
Le sommet offre un panorama sur les forêts environnantes et la vallée de Poissons. On y trouve une aire de repos et de pique-nique, des sentiers de promenade balisés, tels que le Sentier historique de Jeanne d'Arc. Le parcours est réputé auprès des amateurs de vélo et de moto. Le sommet offre une vue sur les forêts environnantes et la vallée de Poissons.

## Histoire
Les vestiges d'anciennes mines de fer à ciel ouvert connues depuis au moins le XVIIe siècle, qui peuvent être observés grâce des belvédères spécialement aménagés, constituent un véritable témoignage ethnographique pour la Haute-Marne. À ce titre, les lacets de Mélaire font partie du parcours de découverte Metallurgic Park - L'Odyssée du fer et des hommes, de Dommartin-le-Franc, qui se propose de valoriser la tradition métallurgique du département.